# Médiateur de la République (Bénin)
Pour les articles homonymes, voir Médiateur de la République.
Au Bénin, le médiateur de la République est une « autorité administrative indépendante » créée en 2009 qui correspond à l'ombudsman.

## Histoire du médiateur de la république du Bénin
Initié sous le régime du général Mathieu Kérékou, le gouvernement du président Yayi Boni s'est inspiré des dispositions de l’article 98, 13e tiret de la constitution du 11 décembre 1990 pour inscrire le médiateur dans son programme d’action pour la période 2002-2006 comme un facilitateur dans la gestion des crises socio-politiques. 
L’article 1 du décret no 2004-299 du 20 mai 2004 définit le médiateur de la République comme « un organe intercesseur gracieux entre l’administration et les usagers de la fonction publique. Autorité indépendante, le médiateur de la République constitue selon les initiateurs une solution originale pour la résolution des conflits qui opposent les citoyens au service public, les forces socioprofessionnelles au gouvernement pour peu que la résolution de ces conflits, aucune juridiction ne se révèle compétente ».
Le médiateur de la République est institué par la loi no 2009-22 du 11 août 2009.

## Médiateurs de la République
Le médiateur de la République est nommé par le président de la République, par décret pris en Conseil des ministres pour cinq ans non renouvelables.
| Médiateur          | Début          | Fin            |
| ------------------ | -------------- | -------------- |
| Albert Tévoédjrè   | 21 août 2009   | 7 octobre 2013 |
| Joseph Gnonlonfoun | 7 octobre 2013 | 12 mai 2021    |
| Pascal Essou       | 12 mai 2021    | En fonction    |